# Архиепархия Момбасы
Архиепархия Момбасы (лат. Archidioecesis Mombasaensis) — архиепархия Римско-Католической Церкви с центром в городе Момбаса, Кения. В митрополию Момбасы входят епархии Гариссы, Малинди. Кафедральным собором архиепархии Момбасы является церковь Святого Духа.

## История
8 мая 1955 года Римский папа Пий XII издал буллу Ea sanctissima, которой учредил епархию Момбасы и Занзибара, выделив её из архиепархии Найроби.
12 декабря 1964 года епархия Момбасы и Занзибара передала часть своей территории для возведения новой апостольской администратуры Занзибара и Пембы (сегодня — Архиепархия Занзибара) и была переименована в епархию Момбасы.
9 декабря 1976 года епархия Момбасы передала часть своей территории для возведения Апостольская префектураапостольской префектуры Гариссы (сегодня — Епархия Гариссы).
21 мая 1990 года Римский папа Иоанн Павел II издал буллу Cum Ecclesia Catholica, которой возвёл епархию Момбасы в ранг архиепархии.

## Ординарии архиепархии
- епископ Eugene Joseph Butler, CSSp[1] (26.01.1957 — 27.02.1978);
- епископ Nicodemus Kirima (27.02.1978 — 12.03.1988) — назначен епископом Ньери;
- архиепископ John Njenga (25.10.1988 — 1.04.2005);
- архиепископ Boniface Lele (1.04.2005 — 1.11.2013);
- архиепископ Martin Musonde Kivuva (с 9.12.2014).

## Источник
- Annuario Pontificio, Libreria Editrice Vaticana, Città del Vaticano, 2003, ISBN 88-209-7422-3
- Булла Ea sanctissima Архивная копия от 2 февраля 2020 на Wayback Machine, AAS 47 (1955), стр. 661 (лат.)
- Булла Cum Ecclesia Catholica Архивная копия от 17 мая 2014 на Wayback Machine (лат.)